# Reserva biológica El Cóndor
La Reserva Biológica El Cóndor es una área protegida del Ecuador. Se encuentra ubicada en la provincia de Zamora Chinchipe y Morona Santiago. Tiene una extensión de 2.440 hectáreas
Fue creada en el 1999 para proteger la Cordillera del Cóndor y la cuenca de los río Zarza y río Blanco. El área se caracteriza por tener bosques de neblinas y páramos.